# Кабаново (Ігринський район)
Каба́ново (рос. Кабаново) — присілок в Ігринському районі Удмуртії, Росія.

## Населення
Населення — 3 особи (2010; 3 в 2002).
Національний склад станом на 2002 рік:
- удмурти — 67 %
- росіяни — 33 %

## Урбаноніми[3]
- вулиці — Кабановська